# Apocalyptic End in White
Apocalyptic End in White — первый и на данный момент единственный полноформатный альбом американской блэк-метал группы Imperial Crystalline Entombment, вышедший в 2004 году.

## Об альбоме
Запись, сведение и мастеринг Apocalyptic End in White проходили в июне-июле 2004 года при помощи Рона Венто на студии Nightsky Studios в штате Мэриленд. 19 октября 2004 года альбом был издан американским лейблом Crash Music Inc.
В альбом вошли все 3 композиции, ранее выпущенные на демо Imperial Crystalline Entombment («Astral Frost Invocation», «Apocalyptic Blizzard Regime» и «Behold Thy Frozen Arctic Kingdom»).

## Список композиций
| №                   | Название                           | Длительность |
| ------------------- | ---------------------------------- | ------------ |
| 1.                  | «Cryogenic Communion»              | 0:59         |
| 2.                  | «Astral Frost Invocation»          | 3:33         |
| 3.                  | «Hypothermic Possession»           | 2:43         |
| 4.                  | «Onward Banshee Legions»           | 5:12         |
| 5.                  | «Apocalyptic Blizzard Regime»      | 4:16         |
| 6.                  | «Upheaving The Ancient Thirst»     | 3:55         |
| 7.                  | «Cascade Cavern Catharsis»         | 4:00         |
| 8.                  | «Convulsing Frigid Death»          | 3:28         |
| 9.                  | «Glacial Lyckanthropic Horde»      | 3:55         |
| 10.                 | «Behold Thy Frozen Arctic Kingdom» | 3:45         |
| 11.                 | «Råvaskeith's Revenge»             | 2:48         |
| Общая длительность: | Общая длительность:                | 38:34        |

## Участники записи
- Mammoth — вокал
- Bleak — бас
- IceSickKill — ударные
- Blisserred — вокал, гитара